# Christian Sarramagna
Christian Sarramagna (* 29. Dezember 1951 in Bayonne) ist ein ehemaliger französischer Fußballspieler und -trainer.

## Karriere als Spieler

### Vereine
Sarramagna begann im Alter von 13 Jahren mit dem Fußballspielen bei Aviron Bayonnais, wo er auch Rugby und baskisches Pelota spielte. 1968 gewann er den „Wettbewerb für junge Fußballer“ (Concours du jeune footballeur), eine Reihe von Veranstaltungen, die von professionellen Trainern bewertet wurden. Dabei wurde die AS Saint-Étienne auf ihn aufmerksam und holte Sarramagna in ihre Jugendmannschaft. 1970 rückte er in die erste Mannschaft auf. Gemeinsam mit Spielern wie Christian Lopez, Christian Synaeghel, Jacques Santini, Patrick Revelli und Alain Merchadier gewann er im selben Jahr die Coupe Gambardella gegen Olympique Lyon.
Mit les Verts wurde er 1970 sowie dreimal in Folge 1974, 1975 und 1976 französischer Meister und 1974, 1975 sowie 1977 Pokalsieger. 1976 stand er mit seinem Team im Finale des Europapokals der Landesmeister, unterlag dort gegen Bayern München mit 0:1.
Im Februar 1978 erlitt Sarramagna einen offenen Beinbruch und verpasste eine mögliche Berufung in den französischen Kader bei der Weltmeisterschaft 1978 in Argentinien. 1979 verließ Sarramagna die Grünen und wechselte zum Montpellier PSC in die Division 2. Er erreichte mit seinen Teamkollegen das Halbfinale des Coupe de France. Im folgenden Jahr stieg der Klub in die Division 1 auf, konnte die Klasse jedoch nicht halten. Anschließend beendete Sarramagana seine Profikarriere und war bis 1987 noch als Spielertrainer bei der ES Grau du Roi und Indépendante Pont-Saint-Esprit aktiv.

### Nationalmannschaft
1973 wurde er von Trainer Ștefan Kovács erstmals in die französische Nationalmannschaft berufen. Sein Debüt für die Équipe Tricolore gab er am 8. September 1973 in einem Freundschaftsspiel gegen Griechenland. Bis 1976 bestritt Sarramagna insgesamt vier Länderspiele, in denen er ohne Torerfolg blieb.

## Karriere als Trainer
Sarramagna agierte jeweils zwei Spielzeiten als Spielertrainer bei den Amateurvereinen ES Grau-du-Roi und Indépendent Pont-Saint-Esprit. Mit diesem Klub erreichte er im Februar 1986 das Sechzehntelfinale des Coupe de France und schied nach einem 0:0 erst im Rückspiel mit 0:2 nach Verlängerung gegen den späteren Finalisten Olympique Marseille aus.
1987 bot ihm Robert Herbin an, sein Assistent bei der AS Saint-Étienne zu werden. Nach drei Jahren in dieser Position wurde er Cheftrainer des Klubs. 1992 wurde Sarramagna vom FC Martigues, einem Verein der Division 2, verpflichtet. Trotz begrenzter finanzieller Mittel gelang dem Klub auf Anhieb der Aufstieg in die Division 1. Martigues wurde Achtzehnter, blieb jedoch in der Liga, da Olympique Marseille zwangsabsteigen musste.
In der Spielzeit 1994/95 trainierte Sarramagna den CS Sedan, wo er fünf Spieltage vor Ende der Saison entlassen wurde. 1995 wurde er Trainer des FC Mulhouse. Der elsässische Klub belegte am Saisonende den 14. Platz. In der folgenden Spielzeit wurde Sarramagna sechzehn Tage nach Saisonbeginn seines Amtes enthoben.
Im Januar 1998 wurde er Nationaltrainer von Mali. Nachdem die Qualifikation für die Turniere 1998 und Afrika-Cup 2000 des Afrika-Cups verpasst wurde, entließ ihn der malische Verband im April 2000. Anschließend kehrte Sarramagna nach Frankreich zurück und wurde im Juli 2000 technischer Direktor und Trainer seines Jugendklubs Aviron Bayonnais. Im Januar 2006 gab Sarramagna seinen Rücktritt vom Trainerposten bekannt. Grund dafür waren Meinungsverschiedenheiten mit dem Präsidenten über die Zukunft und die Professionalisierung des Vereins.
Im Mai 2006 wurde er erneut zum malischen Cheftrainer berufen, blieb jedoch nur einen Monat im Amt. Anschließend unterschrieb er einen Zweijahresvertrag beim FC Sète, der gerade aus der Ligue 2 abgestiegen war. Da der sofortige Wiederaufstieg nicht gelang, wurde Sarramagna am Ende der Saison entlassen. Im Juli 2007 wurde er technischer Koordinator und Schulungsleiter bei LB Châteauroux. Im Februar 2008 übernahm er dort auch das Traineramt und schaffte mit dem Klub den Klassenerhalt in der Ligue 2. Im Dezember 2008 trat er von seinem Posten zurück, blieb aber bis zum Saisonende Sportkoordinator des Vereins.
Im Dezember 2011 wurde Sarramagna Trainer des tunesischen Klubs CS Hammam Lif, wo er im Juni 2012 entlassen wurde.
Nach zwei Spielzeiten ohne Engagement übernahm er im Juli 2014 den Posten des Sportdirektors beim fünftklassigen Klub SO Cholet und kurz darauf auch das Traineramt. Am 3. Januar 2016 gab er den Trainerposten auf und kehrte auf den Posten des Sportdirektors zurück. Am Saisonende gab er bekannt, auch die Funktion des Sportdirektors aufzugeben.
Seit März 2017 bekleidet Sarramagna das Amt des Sportdirektors bei seinem alten Verein Aviron Bayonnais.

## Erfolge
- Französischer Meister: 1970, 1974, 1975 und 1976
- Französischer Pokalsieger: 1974, 1975 und 1977